# Badenstraße 9 (Stralsund)

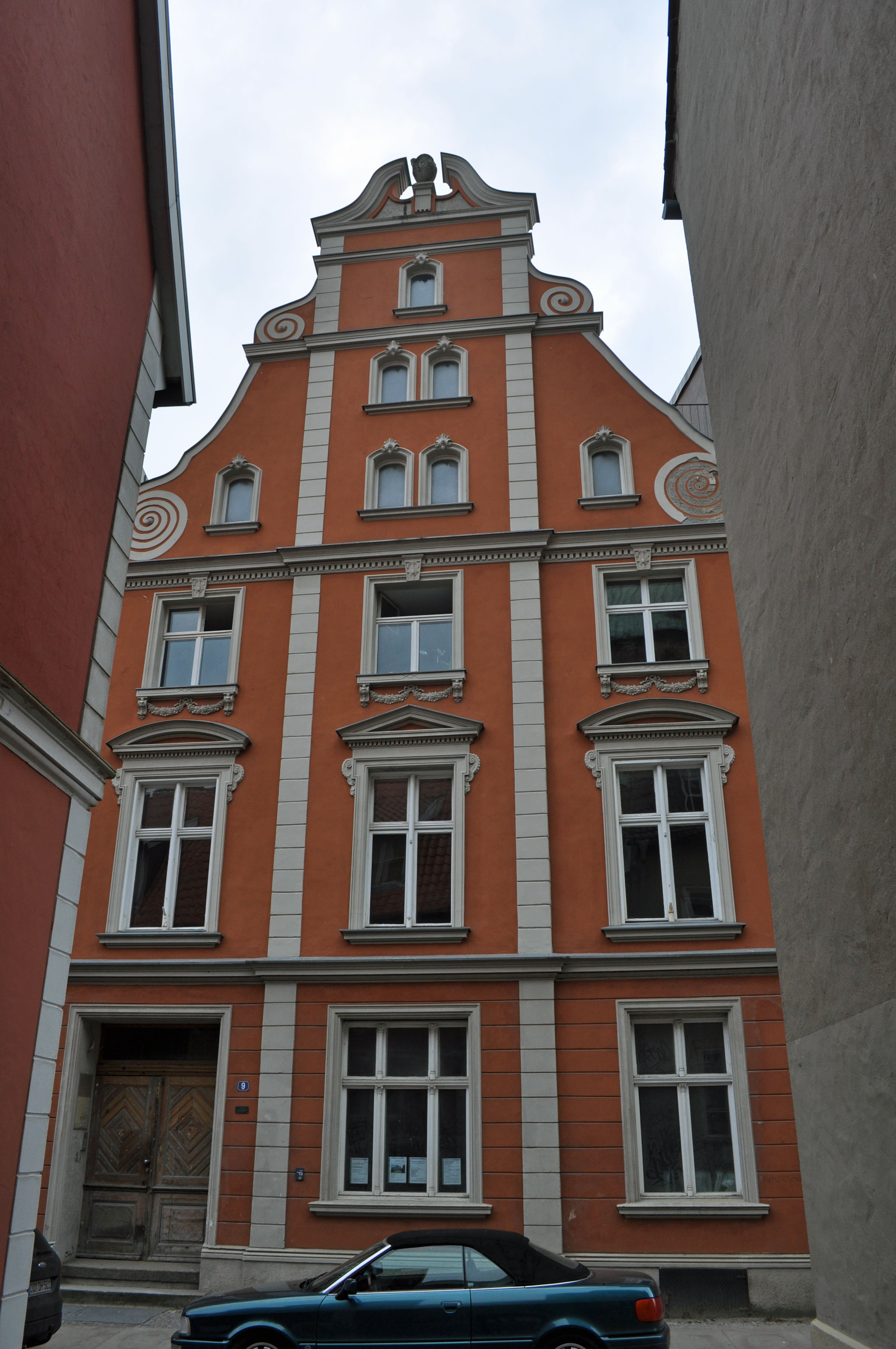
Das Haus Badenstraße 9 in Stralsund (2012)

Das Haus mit der postalischen Adresse Badenstraße 9 ist ein unter Denkmalschutz stehendes Gebäude in der Badenstraße in Stralsund.
Das dreigeschossige, dreiachsige Giebelhaus stammt aus der zweiten Hälfte des 18. Jahrhunderts, ist aber im Kern älter. Die Fassade wurde in der zweiten Hälfte des 19. Jahrhunderts mit plastischem Schmuck versehen. Der Mittelrisalit tritt leicht hervor. Ein dreigeschossiger Volutengiebel mit gesprengtem Aufsatz krönt das Haus.
Das Haus liegt im Kerngebiet des von der UNESCO als Weltkulturerbe anerkannten Stadtgebietes des Kulturgutes „Historische Altstädte Stralsund und Wismar“. In die Liste der Baudenkmale in Stralsund ist es mit der Nummer 56 eingetragen.